# El amor no duele
«El amor no duele» es una canción interpretada por la cantante chilena Denise Rosenthal. Se estrenó como el segundo sencillo de su disco Todas seremos reinas el 22 de agosto de 2019 por Universal Music Chile.

## Antecedentes y lanzamiento
El sencillo, se publicó como el segundo adelanto de su próximo disco Todas seremos reinas, y fecha de lanzamiento, «El amor no duele» se presenta luego de «Agua segura» en colaboración con Mala Rodríguez.

## Composición
La canción producida en Los Ángeles, por Ten Towns junto la producción vocal de la misma Denise, mezcla ritmos del R&B y el pop. Escrita por la propia cantante aborda la reflexión acerca de las relaciones en pareja y la violencia intrafamiliar. «El mensaje es que efectivamente el amor no duele, es importante poder mirarnos a nosotras mismas en cuanto a cómo nos relacionamos, a cómo son nuestras relaciones amorosas y de todas maneras creo que todos en algún momento de nuestra vida hemos pasado por una relación que no es constructiva y que no es sana».

## Vídeo musical
El video musical dirigido por Claudia Huaiquimilla, se estrenó el 25 de agosto de 2019. En él se muestra a dos hermanos, donde la mayor ve como su madre sufre de violencia por parte de su relación, haciendo todo lo posible para que su pequeño hermano no vea la situación, a medida que avanza se ve a ambos hermanos abrazados junto a su madre, la secuencia termina con la madre y sus hijos recibiendo la visita y ayuda de sus familiares. «Muchas gracias al maravilloso equipo que me acompañó en esta hermosa pieza audiovisual. Vaya a verlo, compartirlo, y a contarme sus impresiones. Con mucho amor, para ustedes» comentó Denise en sus redes sociales sobre el video.
En abril de 2020, se publicó una versión #QuédateEnCasa junto a la cantante Cami, en la que además al final del video agrega mensajes en contra de la violencia en el pololeo y diversas formas para buscar ayuda.

## Posicionamiento en listas
| Listas (2019)          | Mejor posición |
| ---------------------- | -------------- |
| Chile (Monitor Latino) | 31             |